# Rimas (Bécquer)

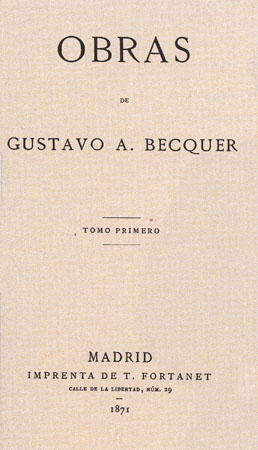
Edición de las Rimas, en 1871, en el primer tomo de los dos que componían las Obras de Bécquer.

Rimas de Bécquer es el conjunto de poemas de este escritor sevillano del ‘tardorromanticismo español’ que, reunido con ese título, fue publicado después de su muerte. Obra universalmente reconocida como «la más honda y fina poesía del siglo xix, en tono menor», fue ridiculizada por Núñez de Arce, elogiada por Antonio Machado, admirada por Alberti y Lorca, y homenajeada por Rubén Darío y Juan Ramón Jiménez. Entre los estudios clásicos que sobre las Rimas se han realizado, –apenas 76 poemas breves en su primera edición, aunque existen ediciones que reúnen hasta 96 piezas poéticas en algunas ediciones posteriores– pueden destacarse los de Rafael Montesinos, José Luis Cano o Luis Cernuda. En su aspecto formal (métrica y rima) es refrescante e innovadora la abundancia de rima asonante y versos libres.

## ElLibro de los gorriones
Bécquer dejó compuesto el manuscrito titulado Libro de los gorriones: colección de proyectos, argumentos, ideas y planes de cosas diferentes que se concluirán o no según sople el viento, y firmado en 1868 por «Gustavo Adolfo Claudio D. Bécquer», como puede leerse en el manuscrito original conservado en la Biblioteca Nacional de España, en Madrid. Muerto el poeta, y no teniendo al parecer conocimiento del manuscrito perdido, sus amigos Narciso Campillo y Augusto Ferrán recopilaron la obra de Bécquer –que ordenaron y revisaron con diversa, discutible y discutida fortuna–, que publicaron en una primera edición titulada Obras en 1870. En 1871 se hizo una nueva edición –con un prólogo de Rodríguez Correa– en dos volúmenes, que incluían con el título de Rimas los 76 poemas recopilados, junto a sus Leyendas en prosa, para ayudar a la viuda y sus hijos.
En 1914, el hispanista Franz Schneider, tras sus investigaciones en la Biblioteca Nacional de Madrid, dio a conocer el manuscrito autógrafo de El Libro de los gorriones, hallazgo documental que haría necesaria una nueva revisión de las Rimas, provocada por «la aparición de nuevos poemas que no se publican en la edición de 1871, su distinta ordenación y la autoría de las numerosas correcciones del texto». Se desconoce el paradero del manuscrito entre 1868 y 1896, año en el que fue comprado por la Biblioteca Nacional a Consuelo B. de Ortiz, por veinticinco pesetas.

### Detalles técnicos

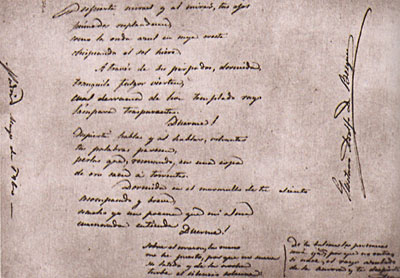
La rima XXVII, autografiada por Bécquer en el manuscrito titulado Libro de los gorriones.

El Libro de los gorriones fue escrito en un cuaderno comercial rayado y fechado el 17 de junio de 1868. Dentro, aparece la Introducción sinfónica y el ensayo incompleto sobre La mujer de piedra. Luego, tras quinientas páginas en blanco, a partir de la 529, Bécquer reescribe de memoria las Rimas, pues el libro original, confiado a su protector, el ministro de la Unión Liberal, Luis González Bravo, se perdió cuando en los disturbios revolucionarios de 1868, fue saqueada la casa del político en Madrid. El manuscrito incluye en los registros 529 a 531 el índice de las Rimas, y en el registro número 537, setenta y nueve rimas precedidas del título: «Poesías que recuerdo del libro perdido».
Rafael Montesinos en su edición revisada de 1995, presenta el cuerpo ‘definitivo’ de las Rimas incluyendo la Introducción Sinfónica escrita por Bécquer, seguida de 76 rimas. Como apéndices, adjunta «Las tres rimas rechazadas por Bécquer», además de «Cuatro poesías publicadas por Ramón Rodríguez Correa, fuera del contexto de las Rimas, en la cuarta edición de las Obras (1885)», y una «Poesía que no figura en las ediciones de Fernando Fé» (la titulada La gota de rocío). Aun añade Montesinos otros dos apéndices, el primero con el poema Lejos, y entre los árboles, y un segundo y último con los «Versos apócrifos de Ferrán y Campillo para la 1ª ed. (1871)».

## Contexto y estilo
Manuel Altolaguirre consideró la poesía de Bécquer como la más humana del Romanticismo español. Cronológica y estilísticamente situado en el nacimiento de la poesía moderna, el propio Bécquer pareció intuir la enorme repercusión popular que con el paso del tiempo adquirieron sus versos cuando escribió: «la poesía popular es la síntesis de la poesía».
Al inicio de 1861, en una reseña publicada el 20 de enero en El Contemporáneo, sobre la obra La Soledad, de Augusto Ferrán, poeta y amigo, Bécquer escribe:

Hay una poesía magnífica y sonora; una poesía hija de la meditación y el arte, que se engalana con todas las pompas de la lengua, que se mueve con una cadenciosa majestad, habla a la imaginación, completa sus cuadros y la conduce a su antojo por un sendero desconocido, seduciéndola con su armonía y su hermosura. Hay otra natural, breve, seca, que brota del alma como una chispa eléctrica, que hiere el sentimiento con una palabra y huye, y desnuda de artificio, desembarazada dentro de una forma libre, despierta, con una que las toca, las mil ideas que duermen en el océano sin fondo de la fantasía (...) La primera tiene un valor dado: es la poesía de todo el mundo. La segunda carece de medida absoluta, adquiere las proporciones de la imaginación que impresiona: puede llamarse la poesía de los poetas (...) La una es el fruto divino de la unión del arte y de la fantasía. La otra es la centella inflamada que brota al choque del sentimiento y la pasión.
Gustavo Adolfo Bécquer (186).

Max Aub lo presenta como heredero de san Juan de la Cruz en la lucha contra «la imposibilidad de expresar los sentimientos», y recuerda la influencia del «elemento femenino de Heinrich Heine» en Bécquer (que ya había descubierto Emilia Pardo Bazán y explicado Díez-Canedo), y que el sevillano pudo conocer a través de las traducciones que de la poesía del alemán hizo Eulogio Florentino Sanz. También lo enfrenta Aub, a su contemporáneo Rimbaud, contestando a las preguntas que el francés dejó sin contestar en su carrera por llegar más lejos en la innovación poética «en el nacimiento de la poesía moderna». Finalmente, Max Aub, da como otras posibles coordenadas la lectura de Byron, y la suma que de este y Bécquer se percibe en la poesía de Luis Cernuda.
Asimismo se destaca en los estudios críticos la depuración del Romanticismo que el poeta sevillano realizó, despojando la expresión de lo ampuloso o histriónico, y abriendo un nuevo estilo o voz poética que tantas veces fue evocada por grandes poetas posteriores como Antonio Machado, José Martí o Pablo Neruda.
De la lista -larga y compleja- de estudiosos, investigadores y ‘opinadores’, habría que desglosar, además de todos los ya mencionados, los nombres de Dionisio Gamallo Fierros (1948), Jesús Domínguez Bordona y de los hispanistas norteamericanos Russell P. Sebold (1994) y W. S. Hendrix.

## Temática
Simplificando mucho el conjunto de motivos poéticos manejados en las Rimas, podrían destacarse cuatro temas frecuentes o bloques: «la poesía como inspiración innata, el amor esperanzado y gozoso, el fracaso amoroso, y la soledad que lleva al pesimismo». Los mismos autores señalan como elementos característicos de las Rimas la temática insistente del binomio «amor/traición» y su «aparente sencillez expresiva», huyendo de la rima rica y consiguiendo una musicalidad interna nueva en el verso, como ya advertía Aub.

## Principales ediciones
Partiendo de la selecta bibliografía reunida por Montesinos en 1995, pueden seleccionarse a su vez como ediciones capitales de la Rimas –o los conjuntos de poemas de Bécquer así titulados–, los siguientes libros:
- Libro de los gorriones, con estudio y transcripción de las Rimas por Rafael de Balbín y Antonio Roldán. Madrid. Ministerio de Educación y Ciencia / Dirección General de Archivos y Bibliotecas, 1971 (en color, agotada).
- Libro de los gorriones, ed. facsímil que reproduce también la encuadernación del manuscrito original.
- Edición dentro del estudio La semana pasada murió Bécquer, de Rafael Montesinos. Madrid (2000, 1984). Ejemplares numerados (hasta 1.499 juegos de dos volúmenes presentados en una caja y comprados por suscripción. En color, agotada).
- Rimas, ed. de José Luis Cano, Madrid. Ediciones Anaya, 1965.
- Rimas, ed. de Russel P. Sebold, Madrid. Espasa Calpe, 1994.
- Rimas, ed. de Rafael Montesinos, Madrid. Cátedra, 1995.